# Trzcianka (powiat lipnowski)
Trzcianka – wieś w Polsce położona w województwie kujawsko-pomorskim, w powiecie lipnowskim, w gminie Tłuchowo.

## Podział administracyjny
W latach 1975–1998 miejscowość położona była w województwie włocławskim.

## Demografia
Według Narodowego Spisu Powszechnego (III 2011 r.) liczyła 280 mieszkańców. Jest piątą co do wielkości miejscowością gminy Tłuchowo.